# Fa Ngum
Fa Ngum (laot. ພະຍາຟ້າງຸ່ມ; ur. 1316 w Luang Prabang, zm. 1393 w Nan) – założyciel i pierwszy władca królestwa Lao Xang.
Był wnukiem Souvanna Khamphonga, lokalnego władcy Muang Sua (późniejsze Luang Prabang), wychowywał się w Angkor (według legendy jego ojciec został wygnany z Muang Sua za uwiedzenie jednej z konkubin władcy). 
Fa Ngum z rodzicami przebywał na dworze władcy Khmerów i ożenił się z jego córką. Wraz z ojcem stworzyli tam armię, która zaczęła podbój terenów położonych w południowej i środkowej dolinie Mekongu. Ojciec Fa Nguma zginął podczas jednej z tych wypraw. Fa Ngum kontynuował podboje Xieng Khouang, a następnie, w 1353 roku, podbił Muang Sua, zmusił swojego dziadka do ustąpienia i ogłosił się władcą Lao Xang (Królestwa Miliona Słoni). Część lokalnych władców uznała jego zwierzchność, ale Fa Ngum kontynuował podboje terenów położonych na południu. W 1356 roku opanował królestwo Wientianu. 
Królestwo Lao Xang pod ponowaniem Fa Nguma obejmowało teren dzisiejszego Laosu, a także dolinę Rzeki Czarnej (obecnie na terenie Wietnamu) i płaskowyż Khorat (obecnie w Tajlandii). Rządzenie takim obszarem opierał na osobistych relacjach z lokalnymi władcami i manipulowaniu nimi.
Za jego rządów w Laosie wprowadzono buddyzm zgodny z syngaleską szkołą Therawady. Nazwa stolicy została zmieniona na Luang Prabang, na cześć wizerunku Buddy, sprowadzonego prawdopodobnie z Cejlonu Luang Prabang.
Ciągłe wojny i wymagana z nimi obciążenia, wywołały niezadowolenie społeczne, które doprowadziło do obalenia Fa Nguma. W 1373 roku został zdetronizowany i wygnany do prowincji Nan (obecnie Tajlandia), tam zmarł i został pochowany. 